# Saint-Cirgues-la-Loutre
Saint-Cirgues-la-Loutre è un comune francese di 200 abitanti situato nel dipartimento della Corrèze nella regione della Nuova Aquitania.

## Storia

### Simboli
Lo stemma è stato adottato il 13 novembre 1970 e allude alla leggenda secondo la quale la chiesa del paese, cinque secoli fa, fu finalmente edificata nel luogo in cui fu trovata una lontra, uccisa accidentalmente da un martello gettato dal capomastro esasperato dai continui crolli della costruzione.

## Società

### Evoluzione demografica
Abitanti censiti